# Voldemar Rõks
Voldemar Rõks (né le 15 juillet 1900 à Särevere à l'époque dans l'Empire russe et aujourd'hui en Estonie, et mort le 27 décembre 1941 à Solikamsk à l'époque en URSS et aujourd'hui en Russie) est un joueur de football international estonien, qui évoluait au poste de milieu de terrain.
Il meurt après avoir été déporté dans un goulag stalinien.

## Biographie

### Carrière en sélection
Voldemar Rõks reçoit deux sélections en équipe d'Estonie, sans inscrire de but, lors de l'année 1924.
Il joue son premier match en équipe nationale le 3 juin 1924, contre l'Irlande (défaite 1-3 à Colombes). Il dispute son second match le 18 octobre 1924, contre la Lettonie (défaite 2-0 à Riga).
Il participe avec l'équipe d'Estonie aux Jeux olympiques de 1924. Lors du tournoi olympique organisé à Paris, il ne joue aucun match.

## Palmarès
Tallinna Kalev
- Championnat d'Estonie (1) :
  - Champion : 1923.